# Grammy Awards 1962
La 4ª edizione dei Grammy Awards si è svolta il 29 maggio 1962.

## Vincitori e candidati

### Categorie principali

#### Registrazione dell'anno
- Moon River - Henry Mancini
- Big Bad John - Jimmy Dean
- The Second Time Around - Frank Sinatra
- Take Five - The Dave Brubeck Quartet
- (Up a) Lazy River - Si Zentner

#### Canzone dell'anno
- Moon River, scritta da Henry Mancini e Johnny Mercer, eseguita da Henry Mancini
- Big Bad John, scritta e cantata da Jimmy Dean
- A Little Bitty Tear, scritta da Hank Cochran, cantata da Burl Ives
- Lollipop And Roses, scritta da Tony Velona, cantata da Jack Jones
- Make Someone Happy, scritta da Jule Styne, Betty Comden e Adolph Green, cantata da Artisti Vari

#### Album dell'anno
- Judy at Carnegie Hall - Judy Garland[1]
- Breakfast at Tiffany's - Henry Mancini
- Genius + Soul = Jazz - Ray Charles
- Great Band with Great Voices - Si Zentner e Johnny Mann Singers
- The Nat King Cole Story - Nat King Cole
- West Side Story (Motion Picture Soundtrack) - John Green

#### Miglior artista esordiente
- Peter Nero
- Ann-Margret
- Dick Gregory
- The Lettermen
- Timi Yuro

### Pop

#### Miglior interpretazione vocale femminile
- Judy Garland - Judy at Carnegie Hall
- Ella Fitzgerald - (If You Can't Sing It) You'll Have to Swing It (Mr. Paganini)
- Billie Holiday - The Essential Billie Holiday
- Lena Horne - Lena Horne at the Sands
- Peggy Lee - Basin Street East Proudly Presents Miss Peggy Lee

#### Miglior interpretazione vocale maschile
- Jack Jones - Lollipops and Roses
- Jimmy Dean - Big Bad John
- Andy Williams - Danny Boy
- Burl Ives - A Little Bitty Tear
- Steve Lawrence - Portrait of My Love

#### Miglior interpretazione vocale di un gruppo
- High Flying - Lambert, Hendricks & Ross

#### Miglior registrazione rock 'n' roll
- Let's Twist Again - Chubby Checker

### R&B

#### Miglior interpretazione R&B
- Ray Charles – Hit the Road Jack
- Ernie K-Doe – Mother-in-Law
- Etta James – The Fool That I Am
- Jimmy Reed – Bright Lights, Big City
- LaVern Baker – Saved